# Valse royale
Valse royale és una pel·lícula històrica franco-alemanya de 1936 dirigida per Jean Grémillon i protagonitzada per Henri Garat, Renée Saint-Cyr i Christian-Gérard.
És la versió en francès de la pel·lícula alemanya Königswalzer, feta a Berlín per UFA. La direcció artística de la pel·lícula va ser de Robert Herlth i Walter Röhrig. Raoul Ploquin, especialitzat en coproduccions, va fer de supervisor.

## Sinopsi
El 1852, a Múnic, Michel de Tahlberg, fill de l'ambaixador d'Àustria, s'enamora de Thérèse quan es va veure obligat a casar-se amb Annie, la seva germana. La intervenció de la princesa Elisabet permetrà casar-se en Michel i Thérèse.

## Repartiment
- Henri Garat com a Michel de Thalberg
- Renée Saint-Cyr com a Thérèse Tomasoni
- Christian-Gérard com a Pilou
- Adrien Le Gallo com a Rei Max de Baviera
- Mila Parély com a Annie Tomasini
- Bernard Lancret com a Emperador Francesc Josep d'Àustria
- Alla Donell com a Princesa Elisabet de Baviera, anomenada Sissi
- Gustave Gallet com a Ludwig Tomasoni
- Lucien Dayle com a Gargamus
- Geymond Vital com a René
- Edmond Beauchamp com a Maps
- Georges Prieur com el comte Thalberg
- Jean Aymé as de Borney
- Gaston Dubosc
- Georgette Lamoureux